# Ideonella sakaiensis
Ideonella sakaiensis (лат.) — вид грамотрицательных бактерий из группы протеобактерий. Эти организмы стали известны благодаря своей способности быстро разлагать полиэтилентерефталат (ПЭТ) — пластик, который широко используется при производстве упаковок и тары. Ранее похожие свойства разлагать пластмассы были выявлены только у некоторых грибов, например, нитчатого гриба Fusarium oxysporum, который может расти на минеральной среде, содержащей нити ПЭТ, и Pestalotiopsis microspora, способного поглощать полиуретан.

## Открытие
Бактерии Ideonella sakaiensis были обнаружены в ходе скрининга образцов почвы, воды и ила, взятых из места переработки бутылок, состоящих из ПЭТ, в городе Сакаи, Япония. Организмы в образцах проверялись на способность к существованию на плёнке из ПЭТ как главного источника углерода. Результаты исследований были опубликованы в марте 2016 года.
При изучении бактерий Ideonella sakaiensis исследователи разработали фермент, который может переваривать некоторые виды пластмасс. Открытие было сделано случайно. В настоящее время исследователи работают над улучшением фермента, что позволит использовать его для разрушения пластиков за короткий промежуток времени.

## Описание
Ideonella sakaiensis — грамотрицательные аэробные неспорообразующие бактерии палочковидной формы. Клетки подвижны и несут полярный жгутик. Они содержат цитохромоксидазу и каталазу. Главный изопреноидный хинон — убихинон. Главные полярные липиды — фосфатидилэтаноламин, лизофосфатидилэтаноламин, фосфатилилглицерол и дифосфатидилглицерол. GC-состав геномной ДНК 70,4 %. Эти бактерии способны расти при рН 5,5—9,0 (оптимальные значения рН 7—7,5) и температуре 15—42 °С (оптимальная температура 30—37 °С).
Филогенетический анализ показал, что вид Ideonella sakaiensis наиболее близок к видам Ideonella dechloratans и Ideonella azotifigens.

## Метаболизм

Полиэтилентерефталат

Клетки, обитающие на плёнке из ПЭТ, соединены друг с другом выростами, а более короткие выросты соединяют клетки и плёнки. Возможно, по этим выростам к плёнке доставляются ферменты, разлагающие ПЭТ. Под действием бактериальных ферментов плёнка из ПЭТ значительно разрушалась и полностью разлагалась через 6 недель при температуре 30 °С.
Предполагаемый механизм разрушения ПЭТ бактериями Ideonella sakaiensis таков. Вначале внеклеточный фермент ПЭТаза (фермент, гидролизующий ПЭТ) разлагает ПЭТ до моно(2-гидроксиэтил)терефталевой кислоты (основной продукт) и терефталевой кислоты (побочный продукт). ПЭТаза Ideonella sakaiensis имеет лишь 51 % сходства аминокислотной последовательности с другим ферментом, способным гидролизовать ПЭТ — гидролазой бактерии Thermobifida fusca. Моно(2-гидроксиэтил)терефталевая кислота гидролизуется соответствующим ферментом (предполагаемым липопротеином) до терефталевой кислоты и этиленгликоля. Терефталевая кислота доставляется в клетку через специальный белок-переносчик и последовательно катаболизируется двумя ферментами до протокатеховой кислоты. Затем специальная 3,4-диоксигеназа разрушает ароматическое кольцо протокатеховой кислоты.

## Значение
Открытие Ideonella sakaiensis даёт предпосылки для развития биоремедиации — переработки отходов с использованием живых организмов. Так, профессор Уве Борншойер из Грайфсвальдского университета высказался о необходимости ускорить процесс, например, встроив выявленные гены, участвующие в разложении пластика, в быстро размножающуюся бактерию вроде Escherichia coli. Также данное открытие поднимает вопросы об эволюции бактерии, так как ферменты, задействованные в разложении ПЭТ, весьма значительно отличаются по своей функции от ближайших известных ферментов других бактерий.